# Clara Campoamor. La mujer olvidada
Clara Campoamor. La mujer olvidada es una película española para la televisión de 2011, dirigida por Laura Mañá y protagonizada por Elvira Mínguez.

## Sinopsis
La película biopic, basada en la novela La mujer olvidada. Clara Campoamor y su lucha por el voto femenino de Isaías Lafuente, retrata parte de la vida de la política española y feminista Clara Campoamor (Elvira Mínguez), quien tras una lucha constante y múltiples traiciones, el 1 de diciembre de 1931 consigue su objetivo: el voto para la mujer.

## Reparto
| Actor/Actriz        | Personaje                 |
| ------------------- | ------------------------- |
| Elvira Mínguez      | Clara Campoamor           |
| Antonio de la Torre | Antonio García            |
| Mónica López        | Victoria Kent             |
| Joan Carreras       | Álvarez Buylla            |
| Pep Cruz            | Prieto                    |
| Toni Sevilla        | Rico                      |
| Joan Massotkleiner  | Alcalá Zamora             |
| Manel Barceló       | Manuel Cordero            |
| Fermí Reixach       | Alejandro Lerroux         |
| Mingo Ràfols        | Manuel Azaña              |
| Mar Ulldemolins     | Justina                   |
| Roger Casamajor     | Ignacio                   |
| Sara Espígul        | Lola                      |
| Montserrat Carulla  | Doña Pilar                |
| Jordi Sánchez       | Gil Robles                |
| Xavier Amatller     | Companys                  |
| Pep Amores          | Suárez Picallo            |
| Alfonso Bayard      |                           |
| Eduard Buch         |                           |
| Joaquín Gómez       | Jefe del Periódico        |
| Marc Homs           | Pedro                     |
| Míriam Marcet       | Charo                     |
| David Marcé         |                           |
| Carlos Olalla       | Presidente de la Comisión |
| Xavier Pujolràs     |                           |
| Mireia Pàmies       | Manuela                   |
| Òscar Rabadán       | Novoa Santos              |
| Pep Sais            | Hilario Ayuso             |
| Patricia Santos     | Rosa                      |
| Xavi Soler          | Raúl                      |
| Pere Ventura        | Presidente Congreso       |

## Producción
La película fue escrita por Yolanda García Serrano y Rafa Russo, y estuvo producida por Miriam Porté, y contó también con RTVE, TV3 y Distinto Films. Se estrenó en formato miniserie el 9 de marzo de 2011, dentro de la programación de La 1 en conmemoración del Día de la Mujer. Las escenas congresales y los debates parlamentarios que ficciona la película fueron grabados en el Parlament de Catalunya, ya que el Congreso de los Diputados en Madrid rechazó ser la localización.

## Nominaciones
- 2011: Prix Europa - Nominada a Mejor ficción de televisión
- 2012: Premios Gaudí - Nominada a Mejor película para TV